# Lerista greeri
Lerista greeri este o specie de șopârle din genul Lerista, familia Scincidae, descrisă de Storr în anul 1982. Conform Catalogue of Life specia Lerista greeri nu are subspecii cunoscute.